# 사드락, 메삭, 아벳느고

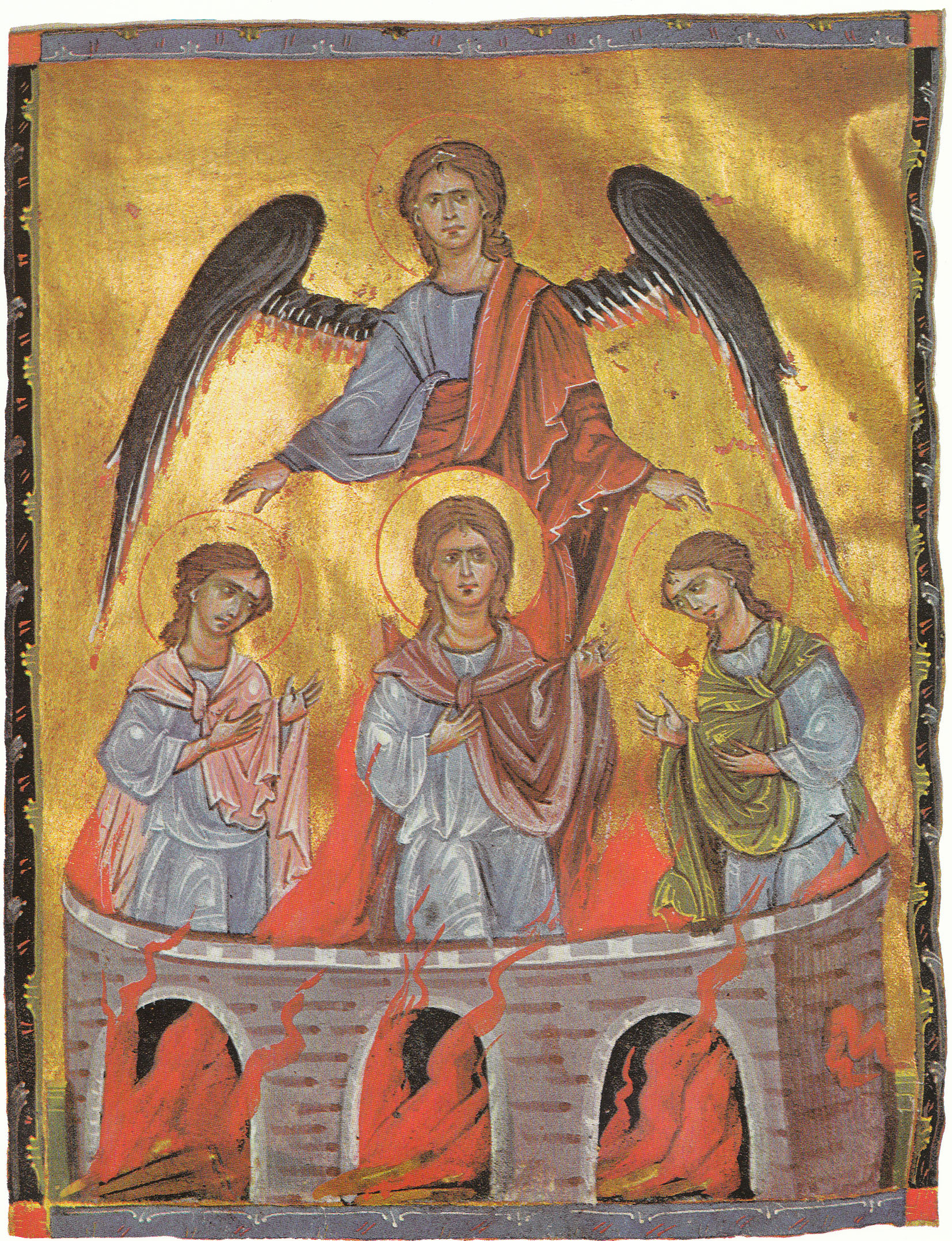

사드락, 메삭, 아벳느고(Shadrach, Meshach, and Abednego, 히브리어 이름은 하나냐, 미사엘, 아사랴)는 주로 다니엘서 3장에 나오는 인물들이다. 이들은 왕의 신상에 절하기를 거부했다. 이 세 사람은 위험으로부터 보호되고 왕은 "하나님의 아들과 같은" 불길 속을 걷는 네 사람을 본다. 이들은 다니엘 1장에서 처음 언급되는데, 그곳에서 다니엘과 함께 바빌론으로 데려와 왕궁에서 봉사할 목적으로 갈대아 언어와 문학을 공부하고 그들의 히브리어 이름은 갈대아인이나 바빌로니아인 이름으로 대체된다.
다니엘서의 처음 여섯 장은 페르시아 후기/헬레니즘 시대 초기의 이야기이며, 용광로 속의 히브리 어린이 이야기에 다니엘이 없다는 사실은 그것이 원래 독립적이었을 수도 있음을 암시한다. 그것은 사자 굴 속의 다니엘의 이야기와 짝을 이루며 둘 다 유대인의 하나님이 그에게 충성하는 자들을 구원하실 것이라는 점을 지적한다.

## 요약
느부갓네살 왕은 두라(거처를 의미) 평야에 금 신상을 세우고 모든 신하에게 그 앞에 절하라고 명령했다. 그렇게 하지 않는 사람은 모두 극렬히 타는 풀무에 던져질 참이었다. 어떤 관리들은 왕이 바빌론에서 사드락, 메삭, 아벳느고라는 이름을 가진 세 명의 유대인 청년 하나냐, 미사엘, 아사랴가 금 신상에 절하기를 거부한다고 왕에게 알렸다. 세 사람은 느부갓네살 앞에 불려갔고 그곳에서 그들은 하나님이 그들과 함께하실 것이라고 왕에게 알렸다. 느부갓네살은 이들을 평상시보다 7배나 더 뜨거운 풀무에 던지라고 명령했고, 이후 왕이 보았을 때 네 사람이 불 속을 무사히 걷고 있는 것을 보았다. 이것을 본 느부갓네살이 "그 소년들을 불 가운데서 인도하였더니 불이 그들의 몸에 해를 끼치지 아니한지라 그들의 머리털은 그을리지 아니하였고 그들의 겉옷은 상하지 아니하였고 불붙는 냄새도 없었더라"라고 말했다. 그런 다음 왕은 그들을 높은 직책으로 승진시키고 누구든지 하나님을 대적하는 사람은 사지를 찢도록 명령했다.